# Alexander Prischpetni
Alexander Prishpteny aussi orthographié Alexander Prischpetni, (né le 18 juillet 1987) est un coureur cycliste russe, ancien membre de l'équipe  Itera-Katusha.

## Palmarès
- 2012
  - 3e étape du Circuit des Ardennes (contre-la-montre par équipes)
  - 2e du Tour de Slovaquie
  - 3e du Tour de Serbie